# Pusti Hrib
Pusti Hrib – wieś w Słowenii, w gminie Ribnica. W 2018 roku liczyła 13 mieszkańców.